# 1931 год в спорте
Список 1931 год в спорте описывает спортивные события, произошедшие в 1931 году.

## СССР
- Чемпионат СССР по шахматам 1931;

### Футбол
- Матчи сборной СССР по футболу 1931;
- Сезоны клубов:
  - ФК «Автомобильное московское общество» в сезоне 1931;
  - ФК «Промкооперация» в сезоне 1931;
- Созданы клубы:
  - «Астрахань»;
  - «Динамо» (Брянск);
  - «Спартак» (Ленинград);
  - «Строитель юга»;

## Международные события
- Чемпионат Европы по конькобежному спорту 1931;
- Чемпионат Европы по фигурному катанию 1931;
- Чемпионат мира по бобслею 1931;
- Чемпионат мира по лыжным видам спорта 1931;
- Чемпионат мира по международным шашкам среди мужчин 1931;
- Чемпионат мира по снукеру 1931;
- Чемпионат мира по фигурному катанию 1931;
- Чемпионат мира по хоккею с шайбой 1931;

### Футбол
- Футбольная лига Англии 1930/1931;
- Футбольная лига Англии 1931/1932;
- Второй дивизион Испании по футболу 1930/1931;
- Кубок Испании по футболу 1931;
- Чемпионат Испании по футболу 1930/1931;
- Чемпионат Испании по футболу 1931/1932;
- Матчи сборной Польши по футболу 1931;
- Чемпионат Северной Ирландии по футболу 1930/1931;
- Чемпионат Северной Ирландии по футболу 1931/1932;
- Финал Кубка Англии по футболу 1931;
- Чемпионат Албании по футболу 1931;
- Чемпионат Ирландии по футболу 1930/1931;
- Чемпионат Ирландии по футболу 1931/1932;
- Чемпионат Исландии по футболу 1931;
- Чемпионат Уругвая по футболу 1931;
- Чемпионат Югославии по футболу 1930/1931;
- Чемпионат Югославии по футболу 1931/1932;
- Созданы клубы:
  - «Авиньон Фут»;
  - «Астерас» (Триполи);
  - «Баия»;
  - «Бордж-Бу-Арреридж»;
  - «Ботафого» (Жуан-Песоа);
  - «Вараждин»;
  - «Дигенис Акритас»;
  - «Китчи»;
  - КРАК;
  - «Лучко»;
  - «Манисаспор»;
  - «Марино»;
  - «Олимпиакос» (Никосия);
  - «Платаниас»;
  - «Реймс»;
  - «Самбор»;
  - «Хаукар»;
  - «Химнасия и Эсгрима» (Хухуй);
  - «Эверест»;
  - «Юнак»;
- Расформирован клуб «Расинг Мадрид»;

### Баскетбол
Созданы клубы:
- «Манреса»;
- «Олимпиакос»;

### Хоккей с шайбой
- НХЛ в сезоне 1930/1931;
- НХЛ в сезоне 1931/1932;
- Чемпионат мира по хоккею с шайбой 1931;
- Созданы клубы:
  - «Берн»;
  - «Ильвес»;
  - «Херши Беарс»;
- Расформирован клуб Филадельфия Квакерз;

### Шахматы
- Турнир за звание чемпионки мира по шахматам 1931;
- Шахматная олимпиада 1931;